# پایایی بتن
به مقاومت، بتن ساخته شده از سیمان پرتلند، در برابر عوامل جوی٬ حملات شیمیایی٬ سایش و فرسایش و فرآیندهای تخریبی دیگر پایایی بتن گفته می‌شود. بتن پایا در شرایط محیطی مورد نظر، کیفیت و قابلیت بهره‌برداری خود را حفظ می‌کند.

## عوامل کاهنده‌پایایی

### یخ‌بندان‌های متناوب
در مناطق سردسیر یخ‌زدن و آب‌شدن‌های مکرر بتن باعث تخریب بتن می‌شود. مواد شیمیایی یخ‌زدا باعث شدت این خرابی می‌شوند. برای برطرف کردن این مشکل، بتن باید با استفاده از مواد حباب ساز٬ سنگدانههای مناسب٬ نسبت آب به سیمان پایین و نفوذپذیری کم ساخته شود.

### عوامل شیمیایی خورنده
اسیدهای ملایم٬ اسیدهای قوی٬ املاح و مواد مضر موجود در خاک و آب از جمله عوامل شیمیایی خورنده هستند. بتن با کیفیت خوب در برابر اسیدهای ملایم مقاوم است ولی مقابله با اثر خورنده اسیدهای قوی مستلزم اتخاذ تدابیر ویژه حفاظتی است. برای مقابله با املاح و مواد مضر موجود در خاک و آب باید از سیمان مناسب، نسبت‌های صحیح اختلاط و ساختن بتن با نفوذپذیری کم، استفاده کرد.

### سایش و فرسایش
هنگامی که سطح بتن دچار سایش و فرسایش می‌شود مشکلاتی را در کف محوطه‌های صنعتی ایجاد می‌کند، همچنین دانه‌های شن و ماسه موجود در آب جاری در سازه‌های آبی موجب سایش سطوح می‌شود. بتن مرغوب و سنگدانه‌های بسیار سخت موجب تأمین پایانی مناسب برای مقابله با سایش و فرسایش می‌شود.

### سنگدانههایواکنش‌زا
بعضی از سنگدانه‌ها در اثر واکنش شیمیایی با مواد قلیایی موجود در سیمان پرتلند موجب انبساط و فروپاشی بتن می‌شوند. مواردی که مانع بروز این مشکل می‌شوند عبارتند از:
- دقت در انتخاب منابع سنگدانه‌ها
- استفاده از سیمان کم‌قلیا
- بهره‌گیری از مواد پوزولانی[۲]

### خوردگیآرماتور
پکیدن و قلوه‌کن شدن سطوح بتنی، در اثر خوردگی آرماتور به وجود می‌آید.
مناطقی که این مشکل در آن به وجود می‌آید عبارت‌است از:
- در عرشهٔ پل‌ها در مناطق سردسیر، در صورت استفاده از مواد شیمیایی یخ‌زدا
- در سازه‌های بتنی در مناطق گرمسیر و مرطوب

عواملی که باعث مانع بروز این مشکل می‌شوند و پایایی بتن را تا حد زیاد افزایش می‌دهد عبارتند از:
- در نظر گرفتن پوشش مناسب بتن روی آرماتور
- ساختن بتن با نفوذپذیری کم
- استفاده از مواد افزودنی شیمیایی و معدنی مناسب
- اتخاذ سایر تدابیر حفاظتی ویژه[۲]

## عوامل افزایش پایایی

### محدودیت نسبت آب به سیمان
هرچه نسبت آب به سیمان بیشتر باشد به تبع آن پس از تبخیر آب حفرات بزرگتر شده و نفوذ افزایش می یابد بعبارتی باید میزان سیمان بیشترباشد.